# Łomnica Dolna
Łomnica Dolna – przystanek kolejowy w Łomnicy w powiecie karkonoskim, w województwie dolnośląskim, w Polsce.